# Тарновецький Аннаній Михайлович
Тарновецький Ананій Михайлович (13.10.1891/01.10.1892 ст. ст. — 08.04.1959) — громадський діяч, четар УГА.

## Біографія

### Раннє життя
Народився в с. Борівці повіт Кіцмань на Буковині (тепер Кіцманського р-ну Чернівецької обл.) в сім'ї церковного співця (дяка) православної церкви в Борівцях Михайла Тарновецького та Марії, уродженої Драчинської з Чунькова. З 1903/1904 по 1911/1912 навчальні р. навчався в 2-й державній німецько-українській гімназії в Чернівцях. Навчаючись в Чернівцях, мешкав в «Бурсі ім. Осипа Федьковича» товариства «Український Народний Дім».

### Студентські роки життя
Студіював на теологічному факультеті Чернівецького університету. Член Українського академічного товариства «Православна Академія».  В 08.1914 р. був у числі тих 5 студентів богословського факультету, котрих заарештували та інтернували в концтаборі Талєргоф як політично ненадійних за підозрою в русофільських поглядах. В Талєргофі був ув'язнений і його батько Михайло Тарновецький.

### Військова служба
Після звільнення з ув'язнення мобілізований до війська, з листопада 1918 р. воював в лавах УГА. В 03.1919 р. був у складі Заліщицької запасної сотні (командир поручник Григорій Чарнецький) Чортківського куреня (командир отаман Василь Оробко) 7-ї (Львівської) бригади УГА, яка 19.04.1919 р. виїхала на фронт до Григорова біля Ходорова. Воював в складі 2-го Корпусу УГА в Галичині та на Наддніпрянщині.

### Громадсько-політична діяльність
Повернувшись на Буковину, продовжив свої студії на юридичному факультеті.
Член Українського академічного козацтва «Запороже» в Чернівцях, член правління та почесний батько УАК «Запороже». З 10.1922 р. представляв УАК «Запороже» в «Комітеті Українського Студентства Буковини», який в 1922—1925 рр. координував діяльність українських студентських товариств «Союз» («Січ», «Чорноморе»), «Запороже» і «Православна Академія». Член правління (заступник голови)  Української студентської харчівні в Чернівцях. Будучи студентом, мешкав в Чернівцях за  адресою вул. Вайї, 3. Після завершення вищих студій займався торговою діяльністю, заснувавши «Першу українську килимарню в Іванківцях». Член-засновник Української Національної Партії Румунії (президент В. Залозецький), як член тимчасової ширшої ради УНП підписав в 10.1927 р. заклик до буковинських українців «До українського народу в Румунії». На виборах до Чернівецької повітової ради 04.12.1932 р. висунутий кандидатом від УНП як «Тарновецький Ананій, промисловець, Іванківці», однак не потрапив до прохідної частини списку.

### Культурно— мистецька діяльність
В 1930-х рр. керував українським театрально-вокальним гуртком при кооперативі «Поступ» в с. Іванківці (тепер Кіцманського р-ну Чернівецької обл.). Як диригент мішаного хору в с. Іванківці 20.05.1934 р. отримав 3-ю премію на конкурсі селянських хорів товариства «Буковинський Кобзар».

### Нагороди
Нагороджений Хрестом Симона Петлюри за участь у збройній боротьбі за державність України, (№ в реєстрі 2660).

### Останні роки та смерть
Після 1940 р. жив на Заході. Помер і похований в м. Порту-Алеґрі, Бразилія.

## Твори
- Тарновецький А. Чверть століття. // «Час». — 1935. — 7 липня.